# Johann Schweigkofler
Johann Schweigkofler (* 8. Jänner 1957 in Sankt Johann in Tirol) ist ein österreichischer Politiker (SPÖ) und Hauptschullehrer. Er ist seit 2010 Mitglied des Bundesrates für Tirol und seit 1992 Bürgermeister der Gemeinde Oberndorf in Tirol. 

## Ausbildung und Beruf
Schweigkofler besuchte zwischen 1963 und 1967 die Volksschule in Oberndorf in Tirol und setzte seine Schulbildung danach von 1967 bis 1971 an Hauptschule in St. Johann in Tirol fort. Er wechselte 1971 an das musisch-pädagogische Oberstufengymnasium in Innsbruck, an dem er 1975 die Matura ablegte. Seine Berufsausbildung absolvierte Schweigkofler zwischen 1975 und 1978 an der Pädagogischen Akademie in Innsbruck. Schweigkofler arbeitete zwischen 1978 und 2010 als Hauptschullehrer und leistete zwischen 1984 und 1985 seinen Präsenzdienst ab. 
Als Bürgermeister von Oberndorf ist Schweigkofler seit 2007 Mitglied des Aufsichtsrates der  St. Johanner Bergbahnen. Zudem ist er Mitglied der Verbandsversammlung im Abwasserverband Grossache-Nord und Obmann des Abfallwirtschaftsverbandes Kitzbühel.

## Politik
Schweigkofler begann seine politische Karriere in der Lokalpolitik und wurde 1986 in den Gemeinderat von Oberndorf gewählt. 1992 übernahm er das Amt des Bürgermeisters, dass er seitdem ausübt. Daneben wurde er 1998 Mitglied des Vorstandes des Gemeindeverbandes Tirol  und hatte von 2003 bis 2009 die Funktion des Vorsitzenden des Gemeindevertreterverbandes Tirol inne. Seit 2005 ist er zudem Mitglied des Vorstandes des Österreichischen Gemeindebundes. Schweigkofler wirkt innerparteilich zudem seit 2009 als Bezirksparteivorsitzender der SPÖ Kitzbühel und vertritt die SPÖ Tirol seit dem 17. November 2010 im Bundesrat. Seit 2011 ist er Schriftführer im Ausschuss für Unterricht, Kunst und Kultur des Bundesrates, seit 2010 Mitglied des ständigen gemeinsamen Ausschusses im Nationalrat und Mitglied im Ausschuss für innere Angelegenheiten des Bundesrates. Seinen eigenen Angaben zufolge setzt sich Schweigkofler vor allem für die Themen Schule, Bildung und Kommunalpolitik ein. 

## Privates
Schweigkofler ist verheiratet und Vater von zwei Kindern. 